# Ótaro (anão)
Na mitologia nórdica, Ótaro (em latim: Ottarus; em nórdico antigo: Ótr, Ott, Oter, Otr, Ottar, Ottarr ou Otter) é um anão filho do rei Hreidmar e irmão de Fafnir e Regin.
De acordo com o Prose Edda, ele poderia mudar em qualquer forma, e costumava passar seus dias na forma de uma lontra, comendo peixe avidamente. Ótr foi morto acidentalmente por Loki, que queria manter sua pele. Hreidmar exigiu uma grande morte pela morte de Ótr, a saber, encher a pele de Ótr com ouro amarelo e depois cobri-la inteiramente com ouro vermelho. Quando a pele estava coberta, um bigode ainda estava saliente, forçando Loki a desistir do anel Andvarinaut para escondê-lo. O anel tinha sido roubado e amaldiçoado pelo peixe-anão Andvari. Sugere-se que esta história foi feita para mostrar os benefícios de não só aderir à carta da lei (reembolso por homicídio culposo), mas aderindo ao espírito da lei também (exigindo um resgate exorbitante).